# Serényi János Károly
Serényi János Károly (?, 1640 – ?, 1691. február 2.) tábornagy, császári kamarás, udvari és tényleges belső titkos tanácsos, a Haditanács elnöke.

## Élete
A kis-serényi Serényi családból származott. Apja Serényi Gábor (1598–1664), Morvaország kormányzója 1656. április 7-én örökíthető grófi címet kapott. Anyja Zahradeczky Erzsébet (1610–1665) volt. János Károly fiatalon katonai szolgálatba lépett. 1662-től császári engedéllyel a pfalzi választófejedelmet szolgálta. I. Lipót császár 1672. április 22-én udvari kamarásává nevezte ki. Ugyanebben az évben rábízták az akkor felállított gyalogezredet (később 25. gyalogezred), amelyet a francia–holland háborúban a Rajnánál és Elzászban vetettek be. Serényi altábornagyként kitüntette magát Bécs 1683-as második török ostrománál, illetve Buda 1686-os ostromakor. Előléptették tábornaggyá és tagja, majd elnöke lett a Haditanácsnak. 1690-ben morvaországi birtokaiból majorátust (csak az elsőszülött által örökölhető birtoktestet) hozott létre, melyet még ugyanazon évben legidősebb fiára, Károly Antalra bízott.

## Családja
Serényi János Ernestine Barbara von Salm grófnőt (született Ernestine Barbara von Löwenstein, első férje, Erich Adolph von Salm 1678-ban halt meg; 1655. október 23. – 1698. november 8.) vette feleségül. Gyermekeik:
- Mária Franciska († 1707), ⚭ Joseph Anton Gottfried von Schafgotsch gróf
- Károly Antal (1681. november 26. – 1746. szeptember 18.), ⚭ Therese von Sternberg grófnő
- Mária Anna (sz. 1683), ⚭ Gondala gróf
- Károly József (1686 – 1742. február 3.), ⚭ Maria Elisabeth von Waldstein grófnő
- Lipót (sz. 1688), máltai lovag